# Zabytek

International Committee of the Blue Shield, znak międzynarodowy zabytków

Polski znak zabytków – Zabytek:
obiekt zabytkowy prawem chroniony

Zabytek (ang. cultural property item); ich ogół: l. mn. zabytki ang. cultural property) syn. materialne dziedzictwo kulturowe (ang. tangible cultural heritage) – wedle definicji konwencji haskiej o ochronie zabytków w razie konfliktu zbrojnego (tytuł niekiedy tłumaczony nieprawidłowo i niezgodnie z zakresem aktu jako konwencja haska o ochronie dóbr kultury w razie konfliktu zbrojnego) oraz wedle definicji polskiej ustawy o ochronie zabytków i opiece nad zabytkami – to w praktyce każdy obiekt dziedzictwa kultury materialnej.
Ponadto zabytkami niezgodnie z definicją prawną określa się niekiedy w żargonie nauk humanistycznych i sztuk artystycznych obiekty dziedzictwa kultury niematerialnej (ang. intangible cultural heritage), np. zabytek językowy, literacki, muzyki – przy czym starodruki, zabytkowe manuskrypty i materiały archiwalne zaliczane są do zabytków.
W Europie kwestie legalne związane z zabytkami są regulowane m.in. przez Kartę Wenecką.
Najważniejsze zabytki w skali światowej znajdują się na liście światowego dziedzictwa UNESCO.
Międzynarodowym znakiem rozpoznawczym zabytków mającym je chronić w razie konfliktu zbrojnego jest tarcza skierowana ostrzem w dół, podzielona wzdłuż przekątnych na cztery pola, dwa błękitne i po bokach dwa białe (art. 16 Konwencji UNESCO o ochronie zabytków w razie konfliktu zbrojnego, podpisanej w Hadze 14 maja 1954 r. (Dz.U. z 1957 r. nr 46, poz. 212)). Autorem  międzynarodowego znaku graficznego obiektów zabytkowych podlegających ochronie  jest Polak Jan Zachwatowicz.
Za bezprawne użycie znaku w czasie działań zbrojnych grozi kara pozbawienia wolności do 3 lat (art. 126 § 2 Kodeksu karnego).

## Zabytki w Polsce
Według art. 3 ustawy o ochronie zabytków i opiece nad zabytkami zabytkiem jest nieruchomość (np. pojedynczy budynek, cmentarz, historyczny układ urbanistyczny lub krajobraz kulturowy) lub rzecz ruchoma (pot. antyk, np. dzieło sztuki użytkowej, obraz, rzeźba, pojazd zabytkowy, broń dawna), albo archeologiczne stanowisko lub znalezisko – np. artefakt), ich części lub zespoły rzeczy, które są dziełem człowieka lub związane z jego działalnością i stanowią świadectwo minionej epoki bądź zdarzenia, a których zachowanie leży w interesie społecznym ze względu na swoją wartość artystyczną, naukową lub historyczną. Obiekt spełniający ustawową definicję jest zabytkiem, nawet jeżeli fakt ten nie został potwierdzony przez odpowiedni organ (taką formą potwierdzenia może być np. wpis do rejestru zabytków).